# Frowinus
Frowinus, Frowin ou Frovin, gouverneur du Schleswig d'après la Geste des Danois de Saxo Grammaticus et un aïeul de la dynastie des rois de Wessex selon la Chronique anglo-saxonne.
Dans la Gesta Danorum, Frowinus est présenté comme étant le beau-père d'Offa d'Angeln. Le père d'Offa, le roi Varmund avait autant d'estime pour Frowinus que pour ses deux fils Ket et Wig.
Le règne de Varmund est troublé par les attaques menées par le roi des Suédois Athislus, qui tue le gouverneur du Schleswig Frowinus. Les deux fils de Frowinus, Ket et Wig, vengent leur père en tendant une embuscade à Athislus. La façon dont ce dernier est mort, vaincu à un contre deux, attire l'opprobre sur les Angles. Cette honte n'est lavée que lorsque Offa, le fils du roi, vainc en combat singulier le prince des Saxons et leur champion.

## Source
- Traduction française : La Geste des Danois (Gesta Danorum Livres I à IX) par Jean-Pierre Troadec présenté par François-Xavier Dillmann ; collection L'Aube des peuples, Gallimard, Paris (1995)  (ISBN 2070729036)